# Fibré en droites
En mathématiques, un fibré en droites est une construction qui décrit une droite attachée en chaque point d'un espace. Par exemple, une courbe dans le plan possède une tangente en chaque point, et si la courbe est suffisamment lisse alors la tangente évolue de manière « continue » lorsqu'on se déplace sur la courbe. De manière plus formelle on peut définir un fibré en droites comme un fibré vectoriel de rang 1. Le langage des fibrés en droites est utilisé en topologie et en géométrie algébrique, mais il apparaît aussi en géométrie différentielle et donc dans les domaines de la physique qui utilisent ces outils, en particulier les théories de jauges.
L'intérêt de se focaliser sur les fibrés en droites c'est que dans bien des cas les invariants ou les propriétés de constructions plus élaborées (par exemple, des fibrés vectoriels) se calculent ou s'obtiennent à partir des invariants ou propriétés correspondants sur les fibrés en droites : c'est le principe de décomposition (voir plus bas), qui prend la forme particulière du théorème de Birkhoff–Grothendieck pour les fibrés holomorphes sur le plan projectif complexe.
Les fibrés en droites constituent donc les briques de bases de la théorie des fibrés vectoriels.

## Définition et premières propriétés
Un fibré en droites est déterminé par le choix d'une droite, c'est-à-dire d'un espace vectoriel de dimension un, pour chaque point de l'espace considéré, ce choix devant être continu. En général, il s'agit d'un espace vectoriel réel ou complexe. On en donne maintenant la définition complète.
Soit {\displaystyle k=\mathbb {R} } ou {\displaystyle \mathbb {C} }, et soit {\displaystyle X} une variété différentielle. Alors un fibré en droites est formellement un couple {\displaystyle (F,\pi )} formé d'une variété différentielle {\displaystyle F} et d'une surjection lisse {\displaystyle \pi :F\to X}, satisfaisant les propriétés suivantes :
- Pour tout point {\displaystyle x\in X}, chaque fibre {\displaystyle F_{x}=\pi ^{-1}(x)} est un {\displaystyle k}-espace vectoriel de dimension un ;
- Pour tout point {\displaystyle x\in X}, il existe un voisinage {\displaystyle U_{x}\subset X} et un difféomorphisme {\displaystyle \phi :\pi ^{-1}(U)\to U\times k} tel que :
  - Pour tout point {\displaystyle u\in U}, {\displaystyle \phi (F_{u})\subset \{u\}\times k}
  - Pour tout point {\displaystyle u\in U}, l'application restreinte {\displaystyle \phi |_{F_{u}}:F_{u}\to \{u\}\times k} est un isomorphisme d'espaces vectoriels.

Le second axiome est appelé « condition de trivialité locale » : il capture l'idée que, si on se restreint à un petit voisinage, le fibré en droites ressemble à un produit cartésien {\displaystyle X\times k}. En particulier, cette propriété implique que l'application {\displaystyle \pi } d'un fibré en droites est une submersion.

Fibrés en droites sur le cercle : en bas, le fibré trivial ; en haut, le fibré tangent.

Toute variété algébrique peut être dotée d'au moins deux fibrés en droites (qui ne sont pas nécessairement distincts) : le fibré trivial et le fibré canonique (voir plus bas).

Condition de trivialité locale illustrée sur le ruban de Möbius, qui est un fibré en droites sur le cercle S^{1} : localement, le fibré se comporte comme un produit cartésien

### Fibrés en droites et faisceaux inversibles
Les sections d'un fibré en droite forment un faisceau, et si on considère l'espace de base comme une variété dotée d'un faisceau structural {\displaystyle {\mathcal {O}}_{X}}, les sections d'un fibré sur {\displaystyle X} sont des {\displaystyle {\mathcal {O}}_{X}}-modules.
Cette remarque montre que la notion de fibré en droites correspond à celle d'un faisceau inversible en géométrie algébrique, c'est-à-dire un faisceau cohérent {\displaystyle F} localement libre de rang 1 : plus précisément, la donnée d'un fibré en droites correspond à un élément de {\displaystyle H^{1}(X;{\mathcal {O}}^{*})}, où {\displaystyle {\mathcal {O}}^{*}} est le faisceau des fonctions analytiques qui ne s'annulent nulle part (et sont donc inversibles).
Ainsi par exemple les idéaux fractionnaires d'un corps de nombre peuvent être vus comme un faisceau inversible, ou comme un fibré en droites. De même, si l'espace de base est un schéma affine {\displaystyle X=\operatorname {Spec} R} alors les modules projectifs sur {\displaystyle R} de rang 1 sont des faisceaux inversibles, i.e. des fibrés en droites. Le groupe de Picard, utilisé pour classifier les fibrés en droite (voir ci-dessous), est donc une généralisation du groupe de classe.
Pourquoi deux constructions pour une même notion ? Historiquement, la géométrie et la topologie algébrique étudiaient {\displaystyle X} en tant qu'espace topologique ; l'approche moderne consiste à étudier {\displaystyle X} au moyen des fonctions sur {\displaystyle X}, qui est un point de vue dual en quelque sorte. De même, l'objet classique que sont les fibrés en droites, qui ont une description géométrique naturelle, sont étudiés algébriquement (de manière « duale ») au moyen des faisceaux formés par leurs sections.

### Fibrés en droites réels et complexes
Les deux situations sont très différentes du point de vue de la topologie. En effet, la ligne réelle privée d'un point est topologiquement (homotopiquement) deux points, alors que le plan complexe privé de l'origine est un cercle.
- Du point de vue de la théorie de l'homotopie, un fibré en droites réel est similaire à un revêtement double. Le ruban de Möbius, obtenu en associant une droite en chaque point du cercle, avec une rotation de 180° lorsqu'on parcourt le cercle, est un exemple.
- Les fibrés en droites complexes s'apparentent aux fibrés en cercles, comme la fibration de Hopf pour les sphères. En particulier, les fibrés en droites complexes holomorphes renseignent sur la structure complexe de la variété qui les porte. Un exemple de ce phénomène est donné par le théorème de plongement de Kodaira : une variété complexe compacte dotée d'une (1, 1)-forme fermée positive de classe entière possède un plongement holomorphe dans l'espace projectif complexe {\displaystyle \mathbb {P} ^{n}\mathbb {C} } (pour une valeur de {\displaystyle n}) assez grande. Ce théorème montre en fait qu'il existe un fibré en droites holomorphe sur la variété, dont les sections holomorphes constituent le plongement.

Les fibrés complexes possèdent une structure souvent plus maniable que les fibrés réels. Par exemple, les classes d'isomorphisme des fibrés en droites complexes forment le groupe de Picard de la variété (la multiplication est donnée par le produit tensoriel, l'inverse par le fibré dual, et l'élément neutre est le fibré trivial).
Le groupe de Picard de la variété définit une notion de degré sur les fibrés en droites ; dans les cas d'intérêt on a {\displaystyle \operatorname {Pic} X\simeq \mathbb {Z} } et le degré est un entier, qui correspond par exemple à la somme des coefficients des diviseurs correspondants. Le degré constitue un premier moyen de distinguer deux fibrés, mais il existe des invariants plus précis : les classes caractéristiques (voir plus bas).

### Isomorphisme de fibrés en droites
Deux fibrés en droites {\displaystyle (F,\pi ),(G,\mu )} au-dessus d'un même espace {\displaystyle X} sont isomorphes s'il existe un difféomorphisme {\displaystyle \phi :F\to G} tel que pour tout {\displaystyle x\in X}, on a {\displaystyle \phi (F_{x})\subset G_{x}}et que l'application induite {\displaystyle \phi |_{F_{x}}:F_{x}\to G_{x}} est un isomorphisme d'espaces vectoriels.

### Connexions sur les fibrés
Tout fibré en droites possède une connexion, et si {\displaystyle \nabla } est une telle connexion alors elle est compatible avec les restrictions : si {\displaystyle U\subset X} est un ouvert, alors il existe une unique connexion {\displaystyle \nabla _{U}} sur {\displaystyle \pi ^{-1}(U)\to U} définie par {\displaystyle \nabla _{|U}(s)=\nabla (s_{|U})}. On peut ainsi définir une notion de transport parallèle.
L'existence de connexions est importante pour la définition des classes caractéristiques, qui permettent de distinguer deux fibrés en droites (ou plus généralement, deux fibrés vectoriels).

### Théorème de Riemann-Roch
Soit {\displaystyle F} un fibré en droites de degré {\displaystyle d} sur une courbe projective non singulière {\displaystyle C}, de genre {\displaystyle g}. On note {\displaystyle H^{0}(C;F)} l'ensemble des sections globales de {\displaystyle F} sur {\displaystyle C}. Cet ensemble possède en fait la structure d'un espace vectoriel, et on note {\displaystyle h^{0}(C;F)=\dim H^{0}(C;F)}. Alors le théorème de Riemann-Roch montre que :{\displaystyle h^{0}(C;F)-h^{0}(C;\Omega ^{1}\otimes F^{\vee })=d-g+1}avec {\displaystyle F^{\vee }} le fibré dual et {\displaystyle \Omega ^{1}} le fibré canonique sur {\displaystyle C}.

## Exemples
- Le fibré trivial sur {\displaystyle X} est défini par {\displaystyle X\times k}, avec {\displaystyle \pi } la projection sur la première coordonnée. Tout fibré {\displaystyle F} isomorphe au fibré trivial est également appelé trivial, et l'isomorphisme de fibrés correspondant est appelé une trivialisation de {\displaystyle F}. Une caractérisation des fibrés triviaux est qu'ils possèdent une section qui ne s'annule jamais, ainsi toutes les connexions sur un fibré trivial sont de la forme {\displaystyle \nabla =\mathrm {d} +A} avec {\displaystyle A} une 1-forme sur {\displaystyle X}.
- Si {\displaystyle V} est une variété algébrique non singulière de dimension {\displaystyle n}, le fibré canonique associé à {\displaystyle V} est le fibré en droites {\displaystyle \Omega ^{n}=\omega }, défini comme la {\displaystyle n}-ième puissance extérieure du fibré cotangent {\displaystyle \Omega } sur {\displaystyle V}.
- Sur la sphère {\displaystyle X=\mathbb {S} ^{2}}, on peut considérer l'espace tangent en tout {\displaystyle x\in X} : {\displaystyle T_{x}\mathbb {S} ^{2}=\{u\in \mathbb {R} ^{3},\langle u,x\rangle =0\}}. Il s'agit d'un espace vectoriel réel de dimension deux, mais on peut également le voir comme un espace vectoriel complexe de dimension un, et c'est alors un fibrés en droites complexe. On peut définir une connexion sur ce fibré en posant {\displaystyle \rho _{x}:v\mapsto v-\langle x,v\rangle }(la projection orthogonale sur {\displaystyle \mathbb {R} ^{3}}) et en fixant {\displaystyle \nabla (s)=\rho (\mathrm {d} s)}.
- Puisque {\displaystyle H^{1}(\mathbb {S} ^{1};\mathbb {F} _{2})\simeq \mathbb {F} _{2}}, il n'y a que deux fibrés en droite (à isomorphisme près, voir plus bas) sur le cercle : le fibré trivial, qui est orientable, et le fibré qui donne le ruban de Möbius, qui n'est pas orientable.
- L'un des exemples les plus importants de fibrés en droites en topologie algébrique est le fibré en droites tautologique sur l'espace projectif. La projectivisation {\displaystyle \mathbb {P} V} d'un espace vectoriel V sur un corps k est définie comme le quotient de {\displaystyle V-\{0\}} par l'action du groupe multiplicatif k×. Chaque point de {\displaystyle \mathbb {P} V} correspond donc à une copie de k×, et ces copies de k× peuvent être assemblés en un k×-fibré sur {\displaystyle \mathbb {P} V}. k× ne diffère de k que par un seul point, et en ajoutant ce point à chaque fibre, nous obtenons un fibré en droites sur {\displaystyle \mathbb {P} V}. Ce fibré est dit tautologique, et noté {\displaystyle {\mathcal {O}}_{\mathbb {P} ^{n}}(-1)} (car il correspond au dual du faisceau de Serre {\displaystyle {\mathcal {O}}_{\mathbb {P} ^{n}}(1)}. En particulier ce fibré n'est pas trivial.
- De manière générale, {\displaystyle {\mathcal {O}}_{\mathbb {P} ^{n}}(m_{1})\neq {\mathcal {O}}_{\mathbb {P} ^{n}}(m_{2})} si {\displaystyle m_{1}\neq m_{2}}, et ce sont en fait les seuls faisceaux inversibles sur l'espace projectif. On a donc {\displaystyle \operatorname {Pic} \mathbb {P} ^{n}\mathbb {C} \simeq \mathbb {Z} }, et un générateur est donné par {\displaystyle {\mathcal {O}}_{\mathbb {P} ^{n}}(1)}. (En réalité, on a davantage : {\displaystyle {\mathcal {O}}_{\mathbb {P} ^{n}}(m_{1}+m_{2})\simeq {\mathcal {O}}_{\mathbb {P} ^{n}}(m_{1})\otimes {\mathcal {O}}_{\mathbb {P} ^{n}}(m_{2})}.) Pour cette raison le fibré tautologique est aussi appelé fibré universel.
- Le groupe de Picard des fibrés en droite sur un espace projectif {\displaystyle \mathbb {P} V} est cyclique, infini, et engendré par le fibré tautologique.
- Les applications vers l'espace projectif correspondent à un espace vectoriel de sections d'un fibré en droites.
- Considérons la variété {\displaystyle E:y^{2}z=x^{3}+xz^{2}} (il s'agit d'une courbe elliptique en coordonnées projectives). On peut tirer en arrière le fibré en droites {\displaystyle {\mathcal {O}}_{\mathbb {P} ^{2}}(2)}sur {\displaystyle E}. Le fibré possède alors 6 sections linéairement indépendantes. De même, on peut tirer en arrière {\displaystyle {\mathcal {O}}_{\mathbb {P} ^{2}}(3)} sur {\displaystyle E}, qui possède 9 sections indépendantes ; il existe une section supplémentaire, donnée par {\displaystyle y^{2}z-x^{3}-xz^{2}}, qui est évidemment nulle. Les fibrés en droites sur les courbes elliptiques ont été déterminés dans le cas général par Atiyah en 1957[6].
- Il existe en fait une bijection naturelle entre les points d'une courbe de genre 1, et les fibrés en droites sur cette droite qui ont degré 1.

## Classes caractéristiques
Une classe caractéristique est une fonction qui associe à tout fibré {\displaystyle F} sur {\displaystyle X} un représentant d'une classe de la cohomologie de {\displaystyle X}, de manière « naturelle » c'est-à-dire en commutant avec les applications induites sur la cohomologie. Une classe caractéristique peut également s'interpréter comme une obstruction à l'existence de certaines sections. On discute ici les classes caractéristiques que l'on peut construire sur les fibrés en droites, en notant que le principe de décomposition permet d'en étendre la définition à des fibrés vectoriels généraux.

### Classes de Steifel-Whitney et de Chern
Les classes d'équivalence par isomorphisme des fibrés en droite réels sur {\displaystyle X} sont en correspondance avec les éléments du premier groupe de cohomologie {\displaystyle H^{1}(X;\mathbb {F} _{2})}, d'après le théorème de Stiefel-Whitney. Il s'agit en réalité d'un isomorphisme de groupes abéliens, qui transporte le produit tensoriel des fibrés sur l'addition cohomologique.
Les classes d'équivalence par isomorphisme des fibrés en droites complexes sur {\displaystyle X} sont paramétrées par la première classe de Chern (qui peut se calculer par exemple en intégrant la courbure de la connexion sur le fibré), qui est en correspondance avec le second groupe de cohomologie {\displaystyle H^{2}(X;\mathbb {Z} )}. En revanche, la structure complexe de ces fibrés n'est pas capturée par cet invariant : deux fibrés en droites complexes peuvent avoir la même classe de Chern mais deux structures holomorphes distinctes.

### Principe de décomposition
Un outil important dans l'étude des fibrés vectoriels, et qui montre l'importance des fibrés en droites, est le principe de décomposition, qui peut s'énoncer ainsi : si {\displaystyle F} est un fibré vectoriel (complexe ou réel) sur {\displaystyle X}, alors il existe un espace {\displaystyle X'} et une application {\displaystyle f:X'\to X}de sorte que {\displaystyle f^{*}F} se décompose en somme de fibrés en droites, et alors {\displaystyle f^{*}:H^{\bullet }(X;\mathbb {Z} )\to H^{\bullet }(X';\mathbb {Z} )}est injective.
De ce résultat on déduit notamment l'unicité des classes de Chern (dans le cas complexe) ou de Stiefel-Whitney (dans le cas réel). En revanche, le principe de décomposition ne précise pas comme les fibrés en droites sont orientés : ainsi, cet argument ne suffit pas à montrer par exemple l'unicité de la classe d'Euler.
Une conséquence du principe de décomposition est que toutes les classes caractéristiques modulo 2 des fibrés vectoriels complexes s'obtiennent comme des polynômes symétriques en la classe de Chern des fibrés en droites de la décomposition. De même toutes les classes modulo 2 pour les fibrés vectoriels réels s'obtiennent comme polynômes des classes de Steifel-Whitney.

### Classe de Pontryagin[12]
On peut obtenir de nouvelles classes caractéristiques en partant d'un fibré en droites réel, et en le complexifiant. Ainsi, si {\displaystyle F} est un fibré en droites réel sur {\displaystyle X}, sa {\displaystyle i}-ème classe de Pontryagin est un représentant {\displaystyle p_{i}(F)\in H^{4i}(X;\mathbb {Z} )} défini à partir de la classe de Chern du fibré complexifié, c'est-à-dire par {\displaystyle p_{i}(F)=(-1)^{i}c_{2i}(F\otimes \mathbb {C} )}. On saute les classes de Chern impaires, car elles sont une fonction des classes de Stiefel-Whitney et donc n'apportent pas d'information nouvelle. La classe de Pontryagin totale de {\displaystyle F} s'obtient en sommant : {\displaystyle p(F)=\sum _{i\geq 0}p_{i}(F)}.
Parmi les propriétés intéressantes des classes de Pontryagin, on a pour tous fibrés en droites réels {\displaystyle F,G} sur un même espace {\displaystyle X} que {\displaystyle 2p(F\oplus G)=2p(F)\cup p(G)}.

### Classes de Thom et d'Euler
Une autre approche pour construire des classes caractéristiques est d'utiliser l'isomorphisme de Thom. On obtient alors la classe d'Euler et de Thom,, qui correspondent à la suite exacte de Gysin, la classe d'Euler étant obtenue comme la restriction de la classe de Thom à la section nulle du fibré. Pour un fibré en droites cependant, les fibres étant de dimension impaire, la classe d'Euler est nulle.